# فرودگاه هولتسفرد
فرودگاه هولتسفرد (به انگلیسی: Hultsfred Airport) یک فرودگاه همگانی با کد یاتا HLF است که یک باند فرود بتن دارد و طول باند آن ۱۹۴۵ متر است. این فرودگاه در کشور سوئد قرار دارد و در ارتفاع ۱۱۱٫۵۵ متری از سطح دریا واقع شده‌است.